# Aldo Piazza (politico)
Aldo Piazza (Agrigento, 19 novembre 1956) è un politico italiano.

## Biografia
Dal 1º marzo 1982 lavora come funzionario dell'Ufficio Provinciale del Lavoro di Agrigento.
Il 6 giugno del 1993 viene eletto consigliere comunale ad Agrigento con 1.147 preferenze.
Il 26 maggio del 1995 viene eletto Presidente del Consiglio Comunale di Agrigento.
Si conferma anche nel 1997 come consigliere comunale nella lista di Forza Italia.
Nel 1998 Viene nominato  assessore all'ecologia e vice sindaco del primo cittadino Calogero Sodano.
Alle elezioni amministrative del 2001 è stato il candidato sindaco di Agrigento della Casa delle Libertà e vince le consultazioni con il 76,4 % dei voti. 
Durante il suo mandato sono stati approvati dalla Giunta e dal consiglio piano particolareggiato del centro storico e il piano regolatore generale della città.